# Poème électronique

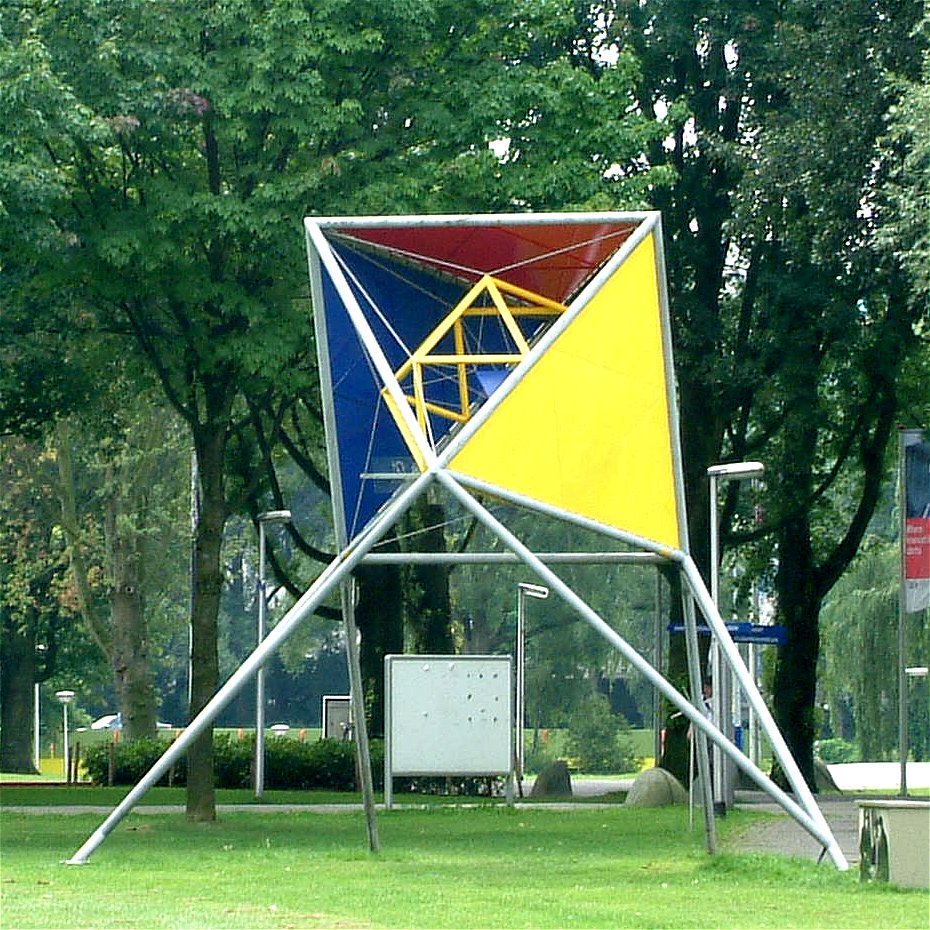
Objet Mathématique

Het Poème électronique of elektronisch gedicht is een multimediaspektakel dat werd uitgevoerd in het Philipspaviljoen op de wereldtentoonstelling Expo 58 te Brussel in 1958.
De bedoeling van Philips was om de boodschap van vooruitgang en technische innovatie te presenteren als een kunstwerk.
Oorspronkelijk zou Gerrit Rietveld de leiding over dit alles hebben, maar toen ook Le Corbusier werd aangezocht bleek deze zelfstandig te willen opereren zodat Rietveld buiten spel kwam te staan.
Architect van het futuristisch ogende Philipspaviljoen werd dus het atelier van Le Corbusier. De muziek voor het multimediaspektakel (voor die tijd iets totaal nieuws en aangekondigd als een nieuwe kunst met schier onbegrensde mogelijkheden) werd gecomponeerd door Edgard Varèse, terwijl het concept en ontwerp voornamelijk door Iannis Xenakis werd verzorgd, Le Corbusier bemoeide zich vooral met het verhalende concept en de getoonde projecties in het paviljoen. In steeds wisselende beelden werd de opkomst van de menselijke beschaving gesymboliseerd en de onbegrensde mogelijkheden van de toekomst.
Bij de ingang verscheen een door Le Corbusier ontworpen installatie, het Objet Mathématique geheten, waarin de titel van de voorstelling in kleurig neonlicht werd aangekondigd. Dit voorwerp kwam uiteindelijk in bezit van het Centrum Kunstlicht in de Kunst te Eindhoven.
De uitvoering, waarvoor 425 luidsprekers werden gebruikt, was uiteraard ook een demonstratie van het technisch kunnen van Philips. Ze bestond uit avant-gardistische muziek die begeleid werd door een diavoorstelling op de binnenmuren van het paviljoen. Aangezien er nogal wat communicatiestoornissen waren tussen de artiesten verliep de uitvoering niet altijd vlekkeloos. Beeld en geluid verliepen vaak niet synchroon. Mede wegens de storingen werd het gebouw na afloop van de wereldtentoonstelling opgeblazen.

## Eindhoven
In 1998 werd het Objet Mathématique in bruikleen gegeven aan de Technische Universiteit Eindhoven, waar het sindsdien de toegangsweg siert.
Ondertussen groeiden er sinds 2003 ook plannen om ook het Philipspaviljoen in Eindhoven te herbouwen. De stichting ALICE, die naamsbekendheid tracht te geven aan de Eindhovense creatieve industrie, verwierf in 2007 de auteursrechten op het gebouw. Men is van plan een replica van dit gebouw, inclusief de multimediavoorstelling, op te richten op het terrein van Strijp-S.